# Gorgonia

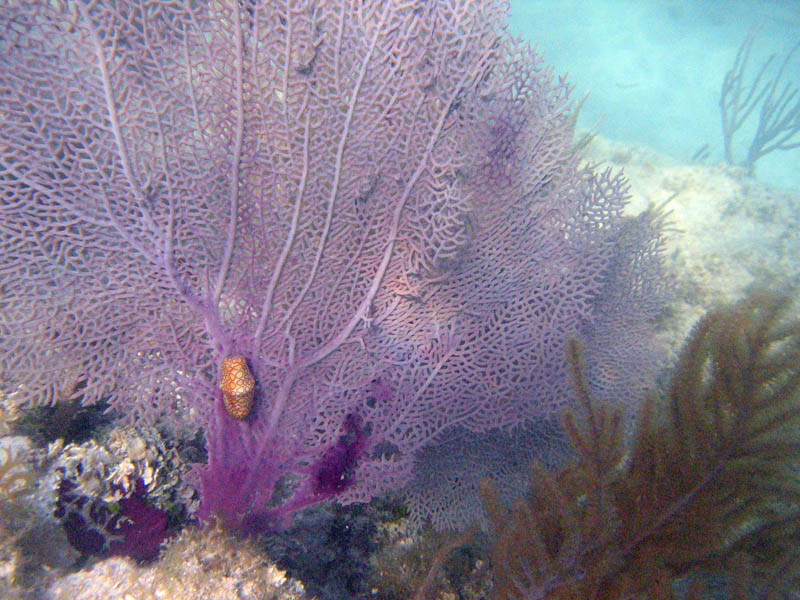
Caracol Cyphoma gibbosum en Gorgonia flabellum

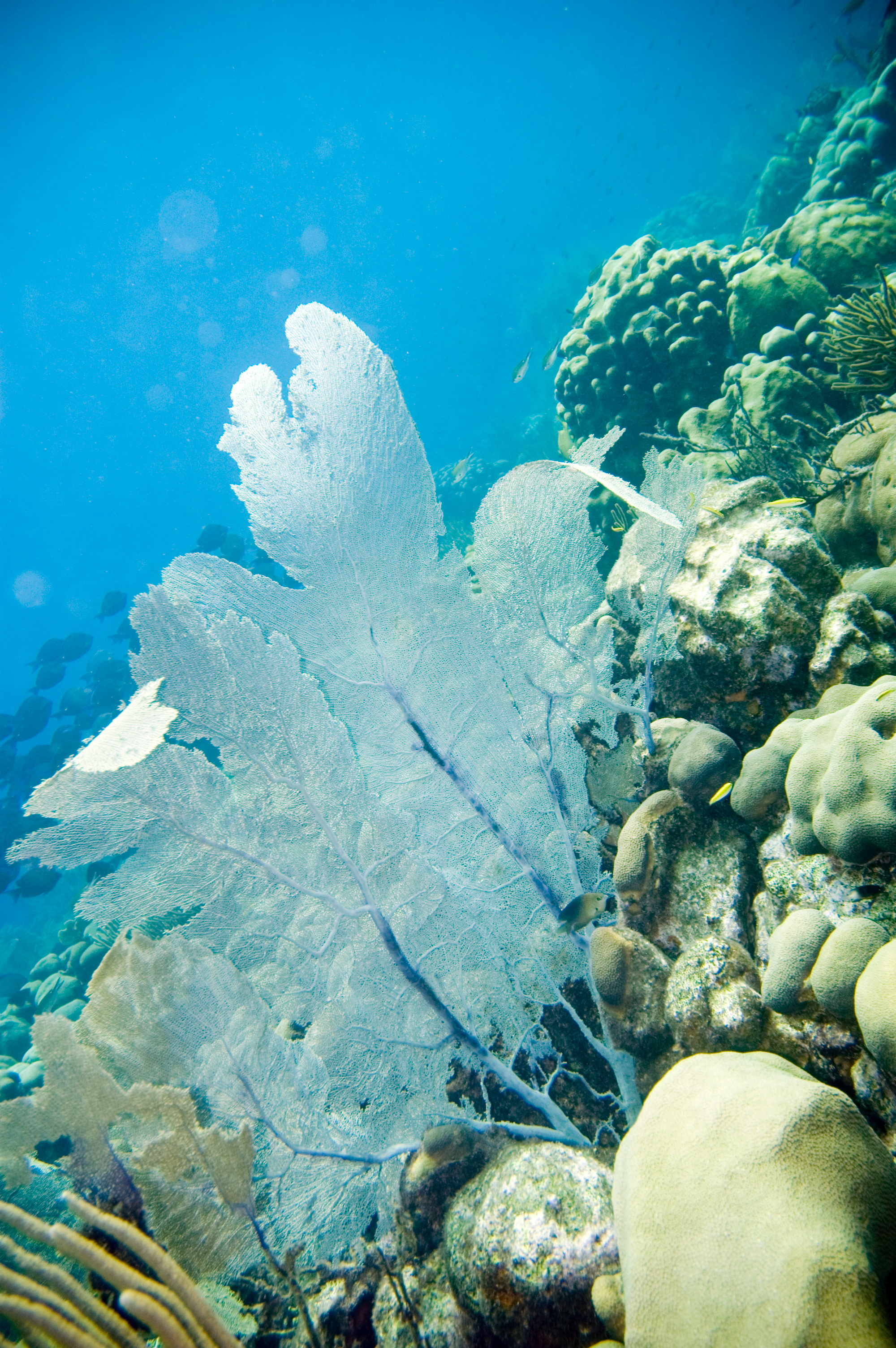
Gorgonia ventalina

Gorgonia es un género de octocorales perteneciente a la familia Gorgoniidae, del orden Alcyonacea. 
Asimismo, es el nombre común genérico para referirse a cualquier especie de octocoral con esqueleto córneo, incluido en los subordenes Calcaxonia, Holaxonia o Scleraxonia. Si bien es cierto, que algunas especies de este género, como G. flabellum o G. ventalina, son quizás las más conocidas popularmente; de ahí proviene el nombre común genérico.

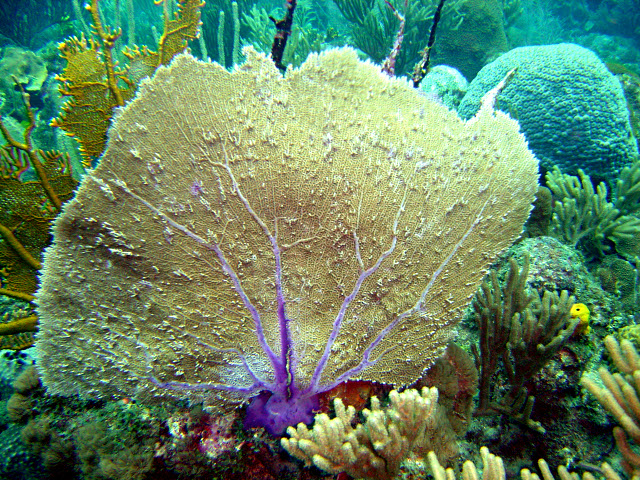
Gorgonia flabellum
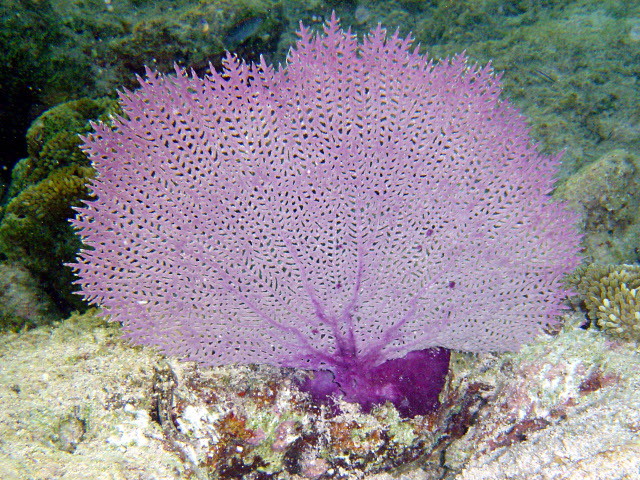
Gorgonia ventalina

## Especies
El Registro Mundial de Especies Marinas acepta las siguientes especies:
- Gorgonia capensis. Hickson, 1900
- Gorgonia clathrus. Pallas, 1766
- Gorgonia coarctata. (Valenciennes, 1855)
- Gorgonia cribrum. Valenciennes, 1846
- Gorgonia crinita. Valenciennes, 1855
- Gorgonia elegans. Duchassaing & Michelotti, 1864
- Gorgonia flabellum. Linnaeus, 1758
- Gorgonia flavescens. Kükenthal, 1924
- Gorgonia mariae. Bayer, 1961
- Gorgonia occatoria. (Valenciennes, 1855)
- Gorgonia palma. Pallas, 1766
- Gorgonia reticulum. Pallas, 1766
- Gorgonia sarmentosa. Esper, 1789
- Gorgonia stricta. Bertoloni, 1825
- Gorgonia suberosa. Pallas, 1766
- Gorgonia subtilis. Valenciennes, 1855
- Gorgonia venosa. Valenciennes, 1855
- Gorgonia ventalina. Linnaeus, 1758
- Gorgonia venusta. Dana, 1846

- Gorgonia petezichans. Pallas, 1766 (nomen dubium)

## Morfología
Su estructura es ramificada, en la mayoría de especies en forma de abanico, y crece en un solo plano. Forman estructuras en forma de redes interconectadas, compuestas de pequeñas ramitas fusionadas en mallas tupídas. El color de la estructura, que hace las veces de esqueleto, es púrpura, blanco o morado. 
Los pólipos, normalmente de color marrón, amarillo o dorado, crecen alineados en las ramas, también en un solo plano y espaciados regularmente. Los de algunas especies, liberan terpenoides que afectan negativamente a otros corales. Siendo en ocasiones, un arma para competir por el espacio y la luz en el arrecife.
Algunas especies alcanzan los 2 m de altura, por otro tanto de ancho.

## Hábitat y distribución
Suelen habitar en arrecifes, con su base enterrada en el sedimento, en suelos arenosos o grietas de rocas. Su rango está entre 1 y 895 m de profundidad, aunque son más frecuentes entre 2 y 15 metros.
Se distribuyen en aguas tropicales del océano Atlántico occidental, en el Golfo de México, Caribe, Bahamas y Brasil.
También en el Indo-Pacífico, desde la costa oriental africana, Madagascar, Indonesia, Australia, hasta Nueva Zelanda y los territorios de los Estados Unidos en el Pacífico norte.

## Alimentación
Contienen algas simbióticas llamadas zooxantelas. Las algas realizan la fotosíntesis, produciendo oxígeno y azúcares, que son aprovechados por las gorgonias, y se alimentan de los catabolitos de la gorgonia (especialmente fósforo y nitrógeno). No obstante, se alimentan, tanto de los productos que generan estas algas (entre un 75 y un 90 %), como de las presas de microplancton, que capturan con sus minúsculos tentáculos.